# 青島膠州湾大橋

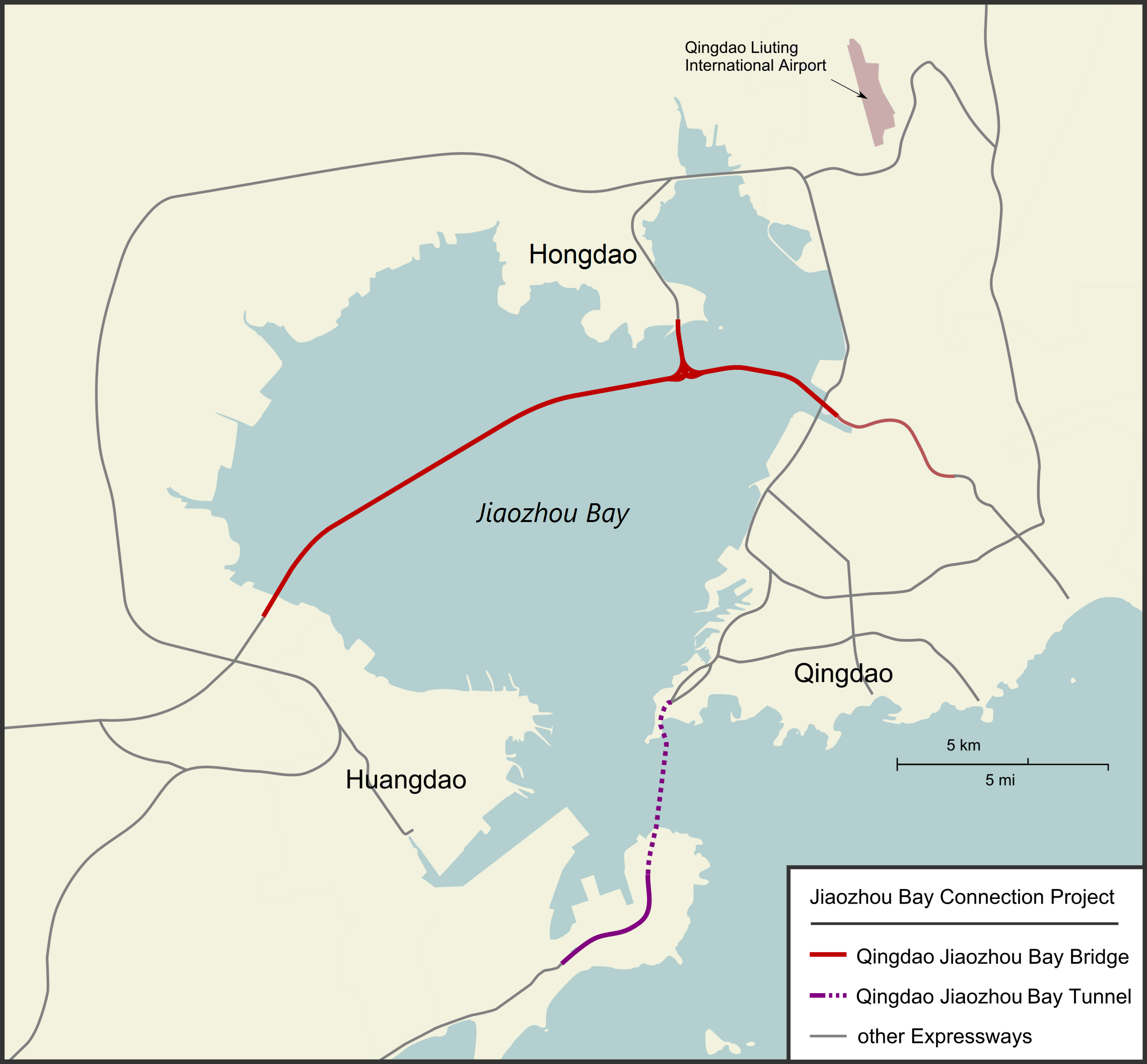

青島膠州湾大橋（チンタオこうしゅうわんだいきょう）は、中華人民共和国山東省にある26.7kmの海上橋で、2011年6月30日に膠州湾接続プロジェクト（41.58km）の一環として開通した。2012年12月現在、ギネス世界記録では41.58kmで「世界最長の水上橋（合計の長さ）」として登録されている。
橋はT字型になっており、青島市の黄島区と李滄区を両端として連絡し、北方向の紅島へと分岐するインターチェンジが海上に設置した構造となっている。

## 長さ
蘭州高速道路へとつながる新しい28kmの部分で、橋の長さは26.7km、海上をまたぐ部分は25.9kmとなっている。この橋は、陸路の高架道路、青島膠州湾トンネル（地図の紫の区間）を含む膠州湾接続プロジェクトの一部で、これらの全長41.58kmを「青島膠州湾大橋の長さ」として記載している。
よって、これらを合計したとすると38.44kmのポンチャートレイン湖コーズウェイを抜いて、世界最長の水上橋となるため、ギネス世界記録に登録されている。ただし、一続きの構造物としての世界最長の水上橋はポンチャートレイン湖コーズウェイが登録されている。また、2016年にトンネルを含めた全長50.0kmの港珠澳大橋が開通したとなるとこれらの記録は更新されることになる。